# مقاطعة كوبر (ميزوري)
مقاطعة كوبر (بالإنجليزية: Cooper County)‏ هي إحدى المقاطعات في ولاية ميزوري في الولايات المتحدة الأمريكية.